# Schutzwandler
Schutzwandler ist ein Begriff aus der Elektrotechnik. Schutzwandler werden zur Ansteuerung von Schutzrelais eingesetzt.
Um Stromkreise zu schützen, muss im Fehlerfall die Energieversorgung abgeschaltet werden. Dazu wird der durchfließende Strom überwacht. Während normale Stromwandler nur bis zum Nennstrom proportional arbeiten und bei Überlast der magnetische Kern des Wandlers schnell in Sättigung gehen, müssen Schutzwandler bis in einen hohen Überlastbereich proportional arbeiten. Die Sättigungsgrenze muss weit oberhalb des normalen Arbeitsbereiches liegen.
Die Dimensionierung dieser Wandler muss im Regelfall eine proportionale Stromübertragung bis zu dem 5-fachen primären Nennstrom sicherstellen. Wandler mit eisengeschlossenem Kern ohne Luftspalt (mit TPX-Kennlinie) würden durch den speziellen Verlauf des Kurzschlussstromes, der anfangs einen DC Anteil besitzt, in Sättigung geraten, wenn sie nicht deutlich überdimensioniert sind. Für diesen Fall eignen sich Wandler mit einem Antiremanenzluftspalt im Kern, (TPY-Kennlinie), die zur Absenkung des magnetischen Flusses einen Luftspalt im Eisenweg haben oder solche mit einem Linearkern, (TPZ-Kennlinie), die mehrere Luftspalte im Eisenweg haben.